# Pacifigorgia rutila
Pacifigorgia rutila is een zachte koraalsoort uit de familie Gorgoniidae. De koraalsoort komt uit het geslacht Pacifigorgia. Pacifigorgia rutila werd in 1868 voor het eerst wetenschappelijk beschreven door Verrill. 